# 圣塞西莉亚女子短期大学
圣塞西莉亚女子短期大学（日语：／ Sei Cecilia Joshi Tanki Daigaku *）是過去一所位于日本神奈川县大和市的私立短期大学。

## 概要

### 简介
- 学校最早可以追溯到1929年即大和学园女学校的创立。短期大学为于1950年开办[1]、由学校法人大和学园经营。教育的基础是天主教。

### 历史
- 1950年 大和农艺家政短期大学成立并同时设置一个学科即农艺家政科[注 1]。
- 1963年 农艺营养科成立[注 1]。
- 1967年 保育学科成立。
- 1973年 改名为大和学园女子短期大学。保育学科改名为幼儿教育学科。
- 1984年 改名为大和学园圣塞西莉亚女子短期大学。
- 2004年 改名为圣塞西莉亚女子短期大学[2][1]。
- 2019年 最后一年招生、次年停止招生

### 宪章
- 请参看圣塞西莉亚女子短期大学的标志 （页面存档备份，存于） （日語） 2015年1月6日阅览。

## 学校环境
- 校区：在神奈川县大和市

## 历任校长
- 渡边胜之：现在短期大学校长[1]。

## 组织

### 学科
- 幼儿教育学科

### 前学科
| - 农艺家政科 - 农艺营养科 |

### 专科
| - 没有 |

### 业余课程
| - 没有 |

## 相关链接
- 日本短期大学列表